# Архидам III
Архидам III (грч. Αρχίδαμος Γ΄; 360. п. н. е.-338. п. н. е.) био је спартански краљ из династије Еурипонтида.
Руководио је повлачењем Спартанаца после пораза у бици код Леуктре 371. године п. н. е. Истакао се храброшћу и талентом приликом Епаминондиних упада у Пелопонез. Тукао је 368. године п. н. е. удружене Аркађане, Аргивљане и Месенце у бици без суза, названој тако што у њој, наводно, није погинуо ниједан Спартанац. Погинуо је 338. године п. н. е. у изгубљеној бици код Мандурије у Италији.